# Турія (Середземне море)
Ту́рія (вал. та кат. Riu Túria; ісп. Río Turia; лат. Turium, дав.-гр. Θηριος) — річка в східній частині Іспанії. Від витоку в горах Універсалес (кат. Monts Universals) і до міста Теруель має назву річка Гвадалав'яр. Впадає до Середземного моря біля міста Валенсія. Довжина 280 км, площа басейну — 6394 км². Протікає Валенсійською рівниною. 
Над Турією стоять міста: Теруель, Валенсія, які є центрами однойменних провінцій. Протікає через області Арагон (провінція Теруель), Кастилія-Ла-Манча (Куенка) та область Валенсія (провінція Валенсія).

## Нижня течія

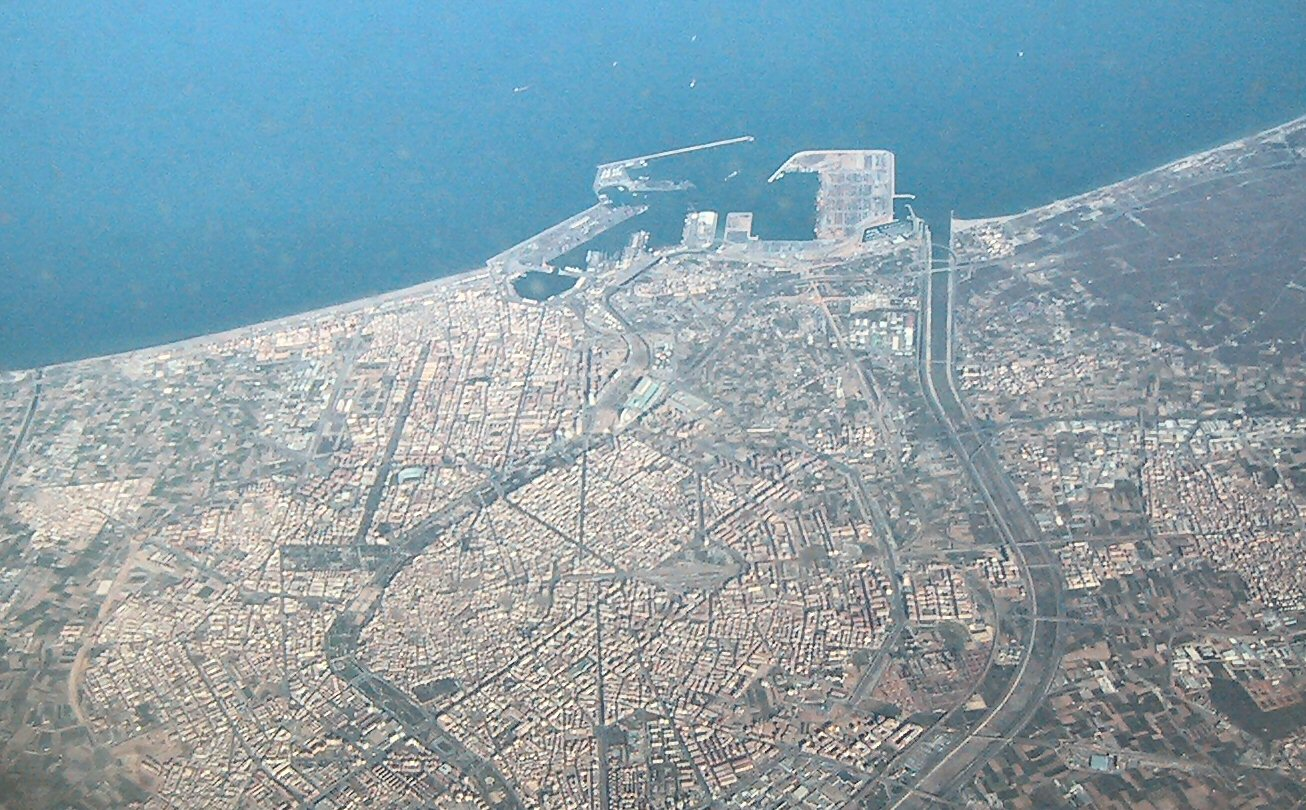
Аерофото Валенсії: Нове русло праворуч, старе — ліворуч.

У жовтні 1957 році внаслідок кількаденних злив рівень води у річці різко піднявся — відбувся великий паводок, що завдав значних збитків місту Валенсія. Після чого від західної межі міста течія річки була змінена. Нове ручище проклали обминаючи місто з півдня. Довжина нового русла склала 11 686 метрів, пропускна спроможність до 5,000 м³/с. Відкриття відбулося 19 січня 1972 року.
Старик, що пролягав через центр міста у 1986 році було перетворено в паркову-розважальну зону. Через високі мости "Парк Турія" (кат. Jardí del Túria) перетинає кілька автомобільних шляхів, лінії Метрополітену Валенсії перетинають парк під колишнім дном.

## Галерея
|  |  |  |  |